# Emmanuel Falque
Pour les articles homonymes, voir Falque.
Emmanuel Falque est un théologien catholique et philosophe français né le 7 novembre 1963 à Neuilly-sur-Seine, actuellement professeur à l'Institut Catholique de Paris. Son œuvre fait la synthèse de la théologie médiévale, de la philosophie de la religion et de la phénoménologie française de Michel Henry, Merleau-Ponty et Jean-Luc Marion.

## Biographie
Après son baccalauréat, il va en classes préparatoires littéraires à Sainte-Marie. Il soutient sa thèse en 1998 à l'université Paris-Sorbonne, intitulée "L'entrée de Dieu en théologie : lecture phénoménologique de saint Bonaventure (Breviloquium)" .
Marié à la psychanalyste Sabine Fos-Falque et père de quatre enfants, également agrégé de philosophie et licencié en théologie, il obtient l'habilitation à diriger des recherches en 2006.
Il est actuellement directeur de recherche à la faculté de philosophie de l'Institut catholique de Paris, dont il est doyen honoraire.

## Travaux
Il étudie les Pères de l'Église, la philosophie médiévale et la pensée contemporaine. Emmanuel Falque s'efforce de faire surmonter toute réticence théologique à la phénoménologie contemporaine. Il publie ensuite Passer le Rubicon, philosophie et théologie : essai sur les frontières, Bruxelles, Lessius, 2013 suivi de Le combat amoureux : disputes phénoménologiques et théologiques, Paris, Hermann, 2014.
Avec le Passeur de Gethsémani : angoisse, souffrance et mort, Paris, Cerf, 1999, se livre le premier volet d’une réflexion philosophique sur le Christ en sa Passion. Avec Métamorphose de la finitude : essai philosophique sur la naissance et la résurrection, Paris, Cerf, 2004, il poursuit l’analyse sur la Résurrection couronnée par les Noces de l’Agneau : essai philosophique sur le corps et l’Eucharistie, Paris, Cerf, 2011. Ce triptyque phénoménologique publié en un volume unique revu et augmenté sous le titre Le triduum philosophique, [Passeur de Gethsémani, Métamorphose de la finitude, Noces de l’Agneau] Paris, Cerf, 2015. Plus récemment, Emmanuel Falque a écrit : Parcours d’embûches : s’expliquer, Paris, Éditions franciscaines, 2016 ; Le Livre de l’expérience, d’Anselme de Cantorbéry à Bernard de Clairvaux, Paris, Cerf, 2017.

## Ouvrages
- Le livre de l'expérience, qui vient couronner un nouveau triptyque permet de faire la synthèse bibliographique d'Emmanuel Falque depuis l’étude des Pères, Dieu, la chair et l’autre, D’Irénée à Duns Scot, Paris, PUF, 2008 et des médiévaux, Saint Bonaventure et l’entrée de Dieu en théologie. La somme théologique du Breviloquium, Paris, Vrin, 2000. Mondialement lu des États-Unis en Afrique en passant par l'Europe et l'Australie et l'Asie, les œuvres de Falque sont traduites en plusieurs langues dont notamment en anglais, espagnol, en russe, en allemand et en italien. On en retient entre autres :
- Philosophie patristique et médiévale 
  - Saint Bonaventure et l'entrée de Dieu en théologie. La Somme théologique du Breviloquium, coll. « Etudes de philosophie médiévale », Paris, Vrin, 2000, 224 pages.
  - Dieu, la chair, et l'autre, D'Irénée à Duns Scot, coll. « Epiméthée », Paris, PUF, 2008, 494 pages.
  - Le livre de l’expérience, D’Anselme de Cantorbéry à Bernard de Clairvaux, Paris, Cerf, 2017, 455 pages. * Philosophie de la religion
  - Triduum philosophique (Passeur de Gethsémani, Métamorphose de la finitude, Noces de l'agneau). Edition revue et augmentée, Paris, Cerf, 2015, 691 pages.
  - Le passeur de Gethsémani, Angoisse, souffrance et mort, Lecture existentielle et phénoménologique, coll. « La nuit surveillée », Paris, Cerf, 1999, 185 pages.
  - Métamorphose de la finitude. Essai philosophique sur la naissance et la résurrection, coll. « La nuit surveillée », Paris, Cerf, 2004, 248 pages.
  - Les noces de l'Agneau, Essai philosophique sur le corps et l'eucharistie, coll. « La nuit surveillée », Paris, Cerf, 2011, 386 pages.
  - La Chair de Dieu, Paris, Cerf, 2023, 360 pages.
- Philosophie et théologie  
  - Passer le Rubicon. Philosophie et théologie : Essai sur les frontières, coll. « Donner raison. Philosophie », Bruxelles, Lessius, 2013, 208 pages.
- Phénoménologie  
  - Le combat amoureux, Disputes phénoménologiques et théologiques, coll. « De visu », Paris, Hermann, 2014, 355 pages.
  - En débat, Parcours d’embûches, S’expliquer (Réponse à Une analytique du passage, Rencontres et confrontations avec Emmanuel Falque [Cl. Brunier-Coulin, éd.]), Paris, Éditions franciscaines, 2016).
  - Hors phénomène. Essai aux confins de la phénoménalité, Paris, Hermann, 2021.

Traductions
- en anglais
  - The Metamorphosis of Finitude. An Essay on Birth and Resurrection, coll. « Perspectives in Continental Philosophy », New York, Fordham University Press, 2012, 193 pages.
  - God, The Flesh and the Other, From Irenaeus to Duns Scotus, Evanston, Illinois, Northwestern University Press, 2015, 376 pages.
  - Crossing the Rubicon, The Borderlands of Philosophy and Theology, New York, Fordham University Press, 2016.
  - The Wedding Feast of the Lamb, Eros, Body and Eucharist, New York, Fordham University Press, 2016.
  - The Guide to Gethsemane: Anxiety, Suffering, Death, New York, Fordham University Press, 2019.
  - By Way of Obstacles: A Pathway through a Work, Eugene, Oregon, Cascade Books, 2022.
  - The Book of Experience: From Anselm of Canterbury to Bernard of Clairvaux, London, Bloomsbury, 2024.
- en italien
  - Metamorfosi della finitezza. Saggio sulla nascita e la risurrezione, Milano, San Paolo, 2014, 279 pages.
  - Dio, la carne e l’altro: da Ireneo a Duns Scoto, Firenze, Le Lettere, 2015, 481 pages.
  - La grande traversata. Filosofia e Teologia, Roma, Inschibboleth, 2017, 112 pages.
  - Passare il Rubicone. Alle frontiere della filosofia e della teologia, Brescia, Morcelliana, 2017, 208 pages.
- en espagnol 
  - Pasar Getsemani, Angustia, sufrimiento y muerte. Lectura existencial y fenomenologica, coll. « Hermeneia », Salamanca, Sigueme, 2014, 198 pages.
  - Dios, la carne y el otro. De Ireneo a Duns Escoto : reflexiones phenomenologicas, coll. « Biblioteca Universitaria », Bogota, Siglo del Hombre Editores, 2012, 559 pages.
  - Metamorphosis de la Finitud. Nacimento y resurreccion, Salamanca, Sigueme, 2017, 254 pages.
  - Passar el Rubicon, Filsofia y Teologia : ensayo sobre la fronteras, Madrid, Comillas, 2017, 195 pages.